# 陆水水库
陆水水库位于中国湖北省赤壁市，是以防洪、发电、灌溉、供水为主，兼有养殖、旅游等功能的大（二）型水库。
陆水水库是三峡工程和葛洲坝的试验坝。枢纽工程由主坝和15座副坝、南北灌溉渠首、电站厂房、简易干式垂直升船机等主要建筑物组成。
2002年5月以陆水风景名胜区的名义被列为国家重点风景名胜区。